# Ulf Dahlén
Pour les articles homonymes, voir Dahlen.
Temple de la renommée du hockey suédois : 2014
Ulf Dahlén (né le 2 janvier 1967 à Östersund) est un joueur professionnel suédois de hockey sur glace devenu entraîneur. Son fils Jonathan est également joueur professionnel.

## Biographie

### Carrière en club
En 1984, il commence sa carrière dans la Division 1 avec son club formateur du Östersunds IK. Il est choisi en première ronde en 7e position par les Rangers de New York lors du repêchage d'entrée dans la Ligue nationale de hockey. Il a remporté l'Elitserien 1986 avec l'IF Björklöven. Il part alors en Amérique du Nord en 1995. Il a évolué dans la LNH avec six franchises différentes. Il met un terme à sa carrière en 2003 et devient entraîneur.

### Carrière internationale
Il représente la Suède au niveau international. Il a participé à de nombreuses éditions du championnat du monde ainsi qu'aux Jeux Olympiques de 1998 et 2002.
Il dispute au total 74 matches internationaux en marquant 30 buts pour l'équipe de Suède.

## Trophées et honneurs personnels
- 1998 : remporte le Guldpucken de l'Elitserien.

## Statistiques
Pour les significations des abréviations, voir Statistiques du hockey sur glace.

### En club
| Saison     | Équipe                   | Ligue      |     | Saison régulière | Saison régulière | Saison régulière | Saison régulière | Saison régulière |    | Séries éliminatoires | Séries éliminatoires | Séries éliminatoires | Séries éliminatoires | Séries éliminatoires |
| Saison     | Équipe                   | Ligue      | PJ  | B                | A                | Pts              | Pun              | PJ               | B  | A                    | Pts                  | Pun                  |                      |                      |
| 1983-1984  | Östersunds IK            | Division 1 | 31  | 15               | 11               | 26               | 18               |                  |    |                      |                      |                      |                      |                      |
| 1984-1985  | Östersunds IK            | Division 1 | 31  | 27               | 26               | 53               | 24               |                  |    |                      |                      |                      |                      |                      |
| 1985-1986  | IF Björklöven            | Elitserien | 22  | 4                | 3                | 7                | 8                |                  |    |                      |                      |                      |                      |                      |
| 1986-1987  | IF Björklöven            | Elitserien | 22  | 4                | 3                | 7                | 8                |                  |    |                      |                      |                      |                      |                      |
| 1987-1988  | Rangers du Colorado      | LIH        | 2   | 2                | 2                | 4                | 0                | --               | -- | --                   | --                   | --                   |                      |                      |
| 1987-1988  | Rangers de New York      | LNH        | 70  | 29               | 23               | 52               | 26               | --               | -- | --                   | --                   | --                   |                      |                      |
| 1988-1989  | Rangers de New York      | LNH        | 56  | 24               | 19               | 43               | 50               | 4                | 0  | 0                    | 0                    | 0                    |                      |                      |
| 1989-1990  | Rangers de New York      | LNH        | 63  | 18               | 18               | 36               | 30               | --               | -- | --                   | --                   | --                   |                      |                      |
| 1989-1990  | North Stars du Minnesota | LNH        | 13  | 2                | 4                | 6                | 0                | 7                | 1  | 4                    | 5                    | 2                    |                      |                      |
| 1990-1991  | North Stars du Minnesota | LNH        | 66  | 21               | 18               | 39               | 6                | 15               | 2  | 6                    | 8                    | 4                    |                      |                      |
| 1991-1992  | North Stars du Minnesota | LNH        | 79  | 36               | 30               | 66               | 10               | 7                | 0  | 3                    | 3                    | 2                    |                      |                      |
| 1992-1993  | North Stars du Minnesota | LNH        | 83  | 35               | 39               | 74               | 6                | --               | -- | --                   | --                   | --                   |                      |                      |
| 1993-1994  | Stars de Dallas          | LNH        | 65  | 19               | 38               | 57               | 10               | --               | -- | --                   | --                   | --                   |                      |                      |
| 1993-1994  | Sharks de San José       | LNH        | 13  | 6                | 6                | 12               | 0                | 14               | 6  | 2                    | 8                    | 0                    |                      |                      |
| 1994-1995  | Sharks de San José       | LNH        | 46  | 11               | 23               | 34               | 11               | 11               | 5  | 4                    | 9                    | 0                    |                      |                      |
| 1995-1996  | Sharks de San José       | LNH        | 59  | 16               | 12               | 28               | 27               | --               | -- | --                   | --                   | --                   |                      |                      |
| 1996-1997  | Sharks de San José       | LNH        | 43  | 8                | 11               | 19               | 8                | --               | -- | --                   | --                   | --                   |                      |                      |
| 1996-1997  | Blackhawks de Chicago    | LNH        | 30  | 6                | 8                | 14               | 10               | 5                | 0  | 1                    | 1                    | 0                    |                      |                      |
| 1997-1998  | HV 71 Jonkoping          | Elitserien | 29  | 9                | 22               | 31               | 16               |                  |    |                      |                      |                      |                      |                      |
| 1998-1999  | HV 71 Jonkoping          | Elitserien | 25  | 14               | 15               | 29               | 4                | --               | -- | --                   | --                   | --                   |                      |                      |
| 1999-2000  | Capitals de Washington   | LNH        | 75  | 15               | 23               | 38               | 8                | 5                | 0  | 1                    | 1                    | 2                    |                      |                      |
| 2000-2001  | Capitals de Washington   | LNH        | 73  | 15               | 33               | 48               | 6                | 6                | 0  | 1                    | 1                    | 2                    |                      |                      |
| 2001-2002  | Capitals de Washington   | LNH        | 69  | 23               | 29               | 52               | 8                | --               | -- | --                   | --                   | --                   |                      |                      |
| 2002-2003  | Stars de Dallas          | LNH        | 63  | 17               | 20               | 37               | 14               | 11               | 1  | 3                    | 4                    | 0                    |                      |                      |
| Totaux LNH | Totaux LNH               | Totaux LNH | 966 | 301              | 354              | 655              | 230              | 85               | 15 | 25                   | 40                   | 12                   |                      |                      |